# MTV Unplugged (Alanis Morissette)
| Recensione | Giudizio |
| ---------- | -------- |
| AllMusic   |          |

MTV Unplugged è il primo album dal vivo della cantante canadese Alanis Morissette, pubblicato il 9 novembre 1999 dalle etichette discografiche Maverick Records e Reprise Records.

## Descrizione
L'album comprende canzoni cantate dalla Morissette durante il programma televisivo MTV Unplugged. Nel disco sono state inserite dodici tracce, ma la cantante durante lo show ne aveva eseguite diverse altre, fra cui "Baba", "Thank U" (entrambe da Supposed Former Infatuation Junkie) e "Your House" (la ghost track di Jagged Little Pill).
Fanno parte del disco due tracce inedite "No Pressure over Cappuccino" e  "Princes Familiar", e una canzone  in precedenza pubblicata solo come B side, "These R the Thoughts".

## Tracce
Testi e musiche di Glen Ballard e Alanis Morissette, eccetto dove indicato.
1. You Learn – 4:21
2. Joining You – 5:09
3. No Pressure over Cappuccino – 4:41 (Alanis Morissette, Nick Lashley)
4. That I Would Be Good – 4:14
5. Head Over Feet – 4:22
6. Princes Familiar – 4:37
7. I Was Hoping – 4:53
8. Ironic – 4:13
9. These R the Thoughts – 3:25
10. King of Pain – 4:05 (Sting)
11. You Oughta Know – 5:01
12. Uninvited – 4:37 (Alanis Morissette)

## Formazione
- Alanis Morissette – voce, chitarra, flauti, armonica a bocca
- Joel Shearer – chitarra
- Nick Lashley – chitarra
- Deron Johnson – tastiere, cori in King of Pain
- Chris Chaney – basso
- Gary Novak – batteria, percussioni
- Brad Dutz – percussioni
- David Campbell – arrangiamento strumenti ad arco, viola
- Suzie Katayama – arrangiamento in You Oughta Know
- Joul Derouin – violino
- Laura Seaton – violino
- Erik Friedlander – violoncello

## Classifiche

### Classifiche settimanali
| Classifica (1999-00) | Posizione massima |
| -------------------- | ----------------- |
| Austria              | 5                 |
| Belgio (Fiandre)     | 10                |
| Belgio (Vallonia)    | 41                |
| Francia              | 21                |
| Germania             | 5                 |
| Italia               | 6                 |
| Norvegia             | 6                 |
| Paesi Bassi          | 4                 |
| Portogallo           | 1                 |
| Regno Unito          | 56                |
| Stati Uniti          | 63                |
| Svezia               | 56                |
| Svizzera             | 4                 |

### Classifiche di fine anno
| Classifica (1999) | Posizione |
| ----------------- | --------- |
| Paesi Bassi       | 63        |
| Classifica (2000) | Posizione |
| Belgio (Fiandre)  | 67        |
| Germania          | 80        |
| Paesi Bassi       | 25        |
| Svizzera          | 44        |